# Protocole facultatif sur la vente d'enfants, la prostitution des enfants et la pornographie mettant en scène des enfants
Le Protocole facultatif concernant la vente d'enfants, la prostitution des enfants et la pornographie mettant en scène des enfants est un protocole à la Convention relative aux droits de l'enfant et oblige les parties à interdire la vente d'enfants, la prostitution des enfants et la pornographie mettant en scène des enfants .
Le Protocole a été adopté par l'Assemblée générale des Nations unies en 2000 et est entré en vigueur le 18 janvier 2002. En décembre 2019, 176 États étaient parties au protocole.
Selon le préambule, le protocole vise à atteindre les objectifs de certains articles de la Convention relative aux droits de l'enfant, où les droits sont définis avec la disposition selon laquelle les parties devraient prendre des « mesures appropriées » pour les protéger. L'article 1 du protocole exige des parties qu'elles protègent les droits et les intérêts des enfants victimes de la traite, de la prostitution des enfants et de la pornographie mettant en scène des enfants, du travail des enfants et en particulier des pires formes de travail des enfants .
Les autres articles du protocole décrivent les normes d'application de la loi internationale couvrant diverses questions telles que les facteurs juridictionnels, l'extradition, l'entraide judiciaire dans les enquêtes, les procédures pénales ou d'extradition et la saisie et la confiscation des avoirs.
Elle oblige également les partis à légiférer sur leur propre territoire contre ces pratiques « passibles de peines appropriées tenant compte de leur gravité ».

## Définitions
Le Protocole exige des parties qu'elles interdisent la vente d'enfants, la prostitution des enfants et la pornographie mettant en scène des enfants. L'article 2 définit l'interdiction :
- Vente d'enfants – Tout acte ou transaction par lequel un enfant est transféré par une personne ou un groupe de personnes à une autre contre rémunération ou toute autre contrepartie.
- Prostitution d'enfants – Utilisation d'un enfant dans des activités sexuelles contre rémunération ou toute autre forme de contrepartie.
- Pornographie juvénile – Toute représentation, par quelque moyen que ce soit, d'un enfant se livrant à des activités sexuelles explicites réelles ou simulées ou toute représentation des parties sexuelles d'un enfant à des fins principalement sexuelles.

La Convention définit généralement un enfant comme tout être humain âgé de moins de 18 ans, à moins qu'un âge de majorité plus précoce ne soit reconnu par la loi d'un pays.

## Parties et réservations
Depuis en décembre 2019, ces pays suivants sont parties au protocole : 
Afghanistan ; Albanie ; Algérie ; Andorre ; Angola ; Antigua-et-Barbuda ; Argentine ; Arménie ; Australie ; Autriche ; Azerbaïdjan ; Bahamas ; Bahreïn ; Bangladesh ; Biélorussie ; Belgique ; Belize ; Bénin ; Bhoutan ; Bolivie ; Bosnie-Herzégovine ; Botswana ; Brésil ; Brunei ; Bulgarie ; Burkina Faso ; Burundi ; Cap-Vert ; Cambodge ; Cameroun ; Canada ; République centrafricaine ; Tchad ; Chili ; Chine ; Colombie ; Comores ; République du Congo ; Costa Rica ; Côte d'Ivoire ; Croatie ; Cuba ; Chypre ; Tchéquie ; Corée du Nord ; République démocratique du Congo ; Danemark ; Djibouti ; Dominique ; République dominicaine ; Équateur ; Égypte ; Salvador ; Guinée équatoriale ; Érythrée ; Estonie ; Eswatini ; Éthiopie ; Fidji ; Finlande ; France ; Gabon ; Gambie ; Géorgie ; Allemagne ; Ghana ; Grèce ; Grenade ; Guatemala ; Guinée ; Guinée-Bissau ; Guyana ; Haïti ; Saint-Siège ; Honduras ; Hongrie ; Islande ; Inde ; Indonésie ; Iran ; Irak ; Israël ; Italie ; Jamaïque ; Japon ; Jordanie ; Kazakhstan ; Kenya ; Kiribati ; Koweït ; Kirghizistan ; Laos ; Lettonie ; Liban ; Lesotho ; Liberia ; Libye ; Liechtenstein ; Lituanie ; Luxembourg ; Madagascar ; Malawi ; Malaisie ; Maldives ; Mali ; Malte ; Îles Marshall ; Mauritanie ; Maurice ; Mexique ; Micronésie ; Monaco ; Mongolie ; Monténégro ; Maroc ; Mozambique ; Birmanie ; Namibie ; Nauru ; Népal ; Pays-Bas ; Nouvelle-Zélande ; Nicaragua ; Niger ; Nigeria ; Macédoine du Nord ; Norvège ; Oman ; Pakistan ; Panama ; Paraguay ; Pérou ; Philippines ; Pologne ; Portugal ; Qatar ; Irlande ; Corée du Sud ; Moldavie ; Roumanie ; Russie ; Rwanda ; Samoa ; Saint-Marin ; Arabie saoudite ; Sénégal ; Serbie ; Seychelles ; Sierra Leone ; Slovaquie ; Slovénie ; Îles Salomon ; Afrique du Sud ; Soudan du Sud ; Espagne ; Sri Lanka ; Sainte-Lucie ; Saint-Vincent-et-les-Grenadines ; Palestine ; Soudan ; Suriname ; Suède ; Suisse ; Syrie ; Tadjikistan ; Thaïlande ; Timor-Leste ; Togo ; Tunisie ; Turquie ; Turkménistan ; Ouganda ; Ukraine ; Émirats arabes unis ; Royaume-Uni ; Tanzanie ; États-Unis ; Uruguay ; Ouzbékistan ; Vanuatu ; Venezuela ; Viêt Nam ; Yémen ; Zambie ; Zimbabwe

### Réserves et application territoriale

#### Chine
Lors de la ratification de la Chine, la Région administrative spéciale de Hong Kong a été exclue, mais la Région administrative spéciale de Macao a été incluse.

#### Danemark
Lors de la ratification le 24 juillet 2003, le Danemark a exclu les territoires des îles Féroé et du Groenland. Cette exclusion a été levée le 10 octobre 2016.

#### Pays-Bas
Initialement, la ratification ne s'appliquait qu'à la partie européenne des Pays-Bas. Le 17 octobre 2006, il a été étendu à Aruba et le 10 octobre 2010, à la partie caribéenne des Pays-Bas (Bonaire, Saint-Eustache et Saba). La convention ne s'applique pas à Sint Maarten en Curaçao.

#### Nouvelle-Zélande
La ratification de la Nouvelle-Zélande excluait les îles Tokélaou.

#### Qatar
Le Qatar a ajouté dans sa déclaration de signature qu'il était "soumis à une réserve générale concernant toute disposition du protocole qui serait en conflit avec la charia islamique ". Des objections à cette réserve ont été enregistrées dans les déclarations de signature par l'Autriche, la France, l'Allemagne, la Norvège, l'Espagne et la Suède. Le Qatar a retiré sa réserve le 18 juin 2008 et n'a actuellement aucune réserve au Protocole.

#### Royaume-Uni
La ratification initiale du Royaume-Uni ne s'appliquait qu'au Royaume-Uni et non aux dépendances de la Couronne ou aux territoires dépendants. Le 29 avril 2014, le Bailliage de Jersey a été inclus.

#### Viêtnam
Lors de la ratification, le Vietnam a inclus des réserves concernant l'article 5 (1), (2), (3) et (4) du protocole, qui concernent l'extradition de ceux qui ont commis des infractions en vertu du protocole La réserve a été retirée le 26 mars 2009.

### Définitions de la pornographie juvénile
La Belgique et les États-Unis ont défini la pornographie enfantine en ce qui concerne le protocole comme « représentation visuelle d'un enfant se livrant à des activités sexuelles réelles ou simulées ou des organes génitaux d'un enfant où la caractéristique dominante est la représentation à des fins sexuelles ».
La définition du Danemark et de la Malaisie dans leurs déclarations protocolaires est "toute représentation visuelle.
La Suède a clarifié son interprétation de la pédopornographie comme s'appliquant uniquement à la représentation visuelle d'actes sexuels avec un enfant ou des personnes mineures, et ne s'appliquant pas aux adultes agissant, posant ou s'habillant comme un enfant[réf. à confirmer].

## Voir également
- Convention du Conseil de l'Europe sur la protection des enfants contre l'exploitation et les abus sexuels
- Rapporteur spécial sur la vente d'enfants, la prostitution des enfants et la pornographie mettant en scène des enfants